# (6578) Zapesotskij
(6578) Zapesotskij (1980 TQ14) – planetoida z grupy pasa głównego asteroid okrążająca Słońce w ciągu 3 lat i 281 dni w średniej odległości 2,42 j.a. Została odkryta 13 października 1980 roku w Krymskim Obserwatorium Astrofizycznym w Naucznym na Półwyspie Krymskim przez Tamarę Smirnową. Nazwa planetoidy pochodzi od Aleksandra Sergiejewicza Zapiesockiego, rosyjskiego kulturologa, rektora uniwersytetu w Petersburgu, jednego z przywódców Kongresu Rosyjskiej Inteligencji.